# Gaulier River
Gaulier River är ett vattendrag i Grenada.   Det ligger i parishen Saint Mark, i den nordvästra delen av landet, 15 km norr om huvudstaden Saint George's. Gaulier River ligger på ön Grenada.